# Lijst van burgemeesters van Midden-Groningen
Dit is een lijst van burgemeesters van de Nederlandse gemeente Midden-Groningen in de provincie Groningen sinds haar oprichting op 1 januari 2018:
| Ambtsperiode                 | Naam burgemeester   | Partij of stroming | Bijzonderheden                                                                               |
| ---------------------------- | ------------------- | ------------------ | -------------------------------------------------------------------------------------------- |
| 1 januari 2018 - 8 juli 2018 | Rein Munniksma      | PvdA               | waarnemend; was tot 1 januari 2018 waarnemend burgemeester van Menterwolde en van Slochteren |
| 9 juli 2018 - 8 juli 2024    | Adriaan Hoogendoorn | CU                 | was tot 9 juli 2018 burgemeester van Oldebroek                                               |
| 9 juli 2024 - heden          | Erica van Lente     | PvdA               | was tot 9 juli 2024 burgemeester van Dalfsen                                                 |